# 文化服装学院

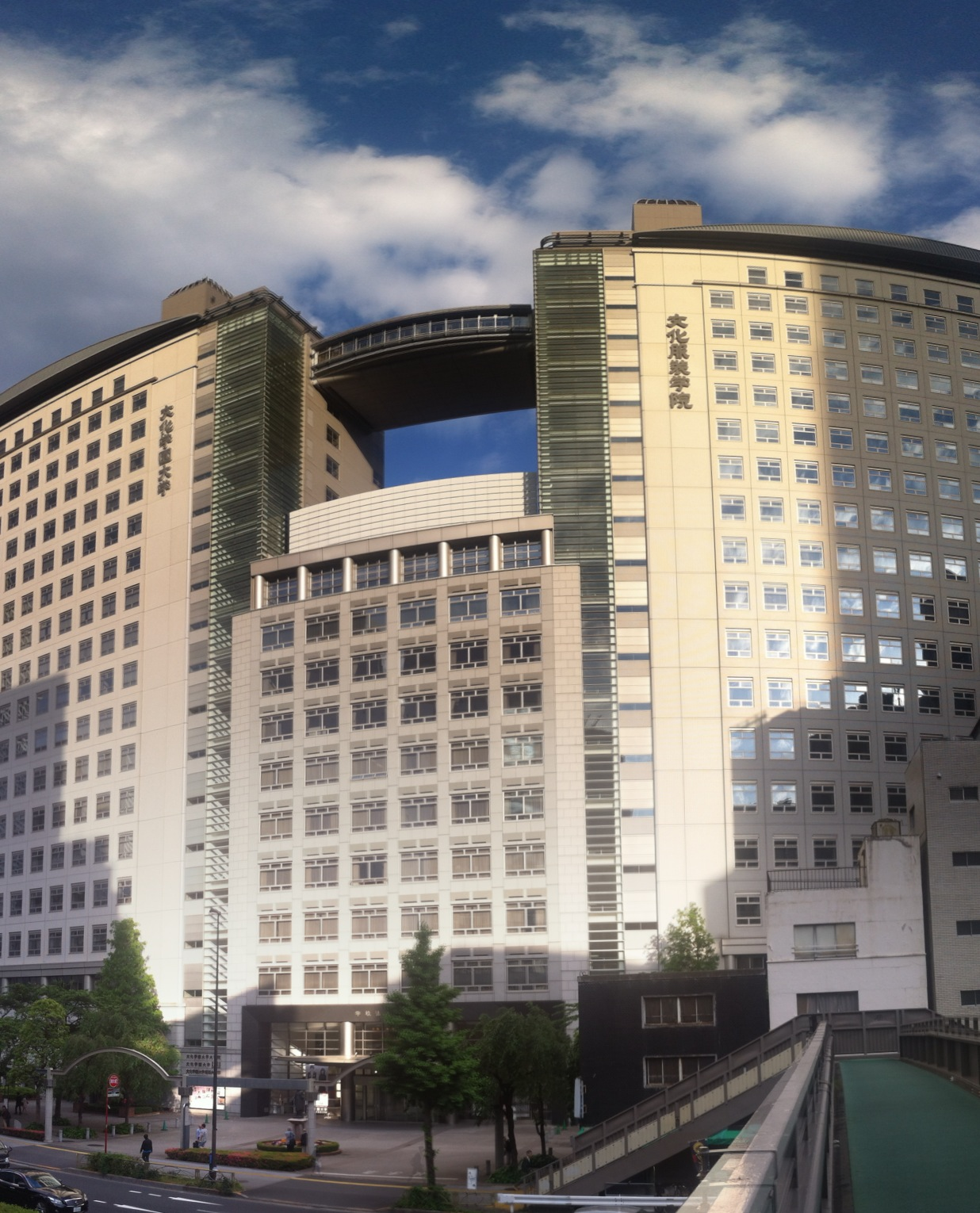
从甲州街道方向看文化服装学院校舍

文化服装学院（日语：／ Bunka Fukusō Gakuin），是一所位于日本东京都澀谷區代代木的私立服装专门学校。由学校法人文化学园运营。

## 历史
学校起源于1919年在东京青山开设的裁缝学校。目前是亚洲著名的服装设计类院校。知名的服装设计师山本耀司、藤原浩、NIGO及高田贤三等都是毕业于此。
根据学园的成立具体日期，学校将2023年6月23日定为建校100周年纪念日。

## 关联机构
- 文化学园大学
- 文化时尚大学院大学
- 文化外国语专门学校
- 文化出版局

## 画廊

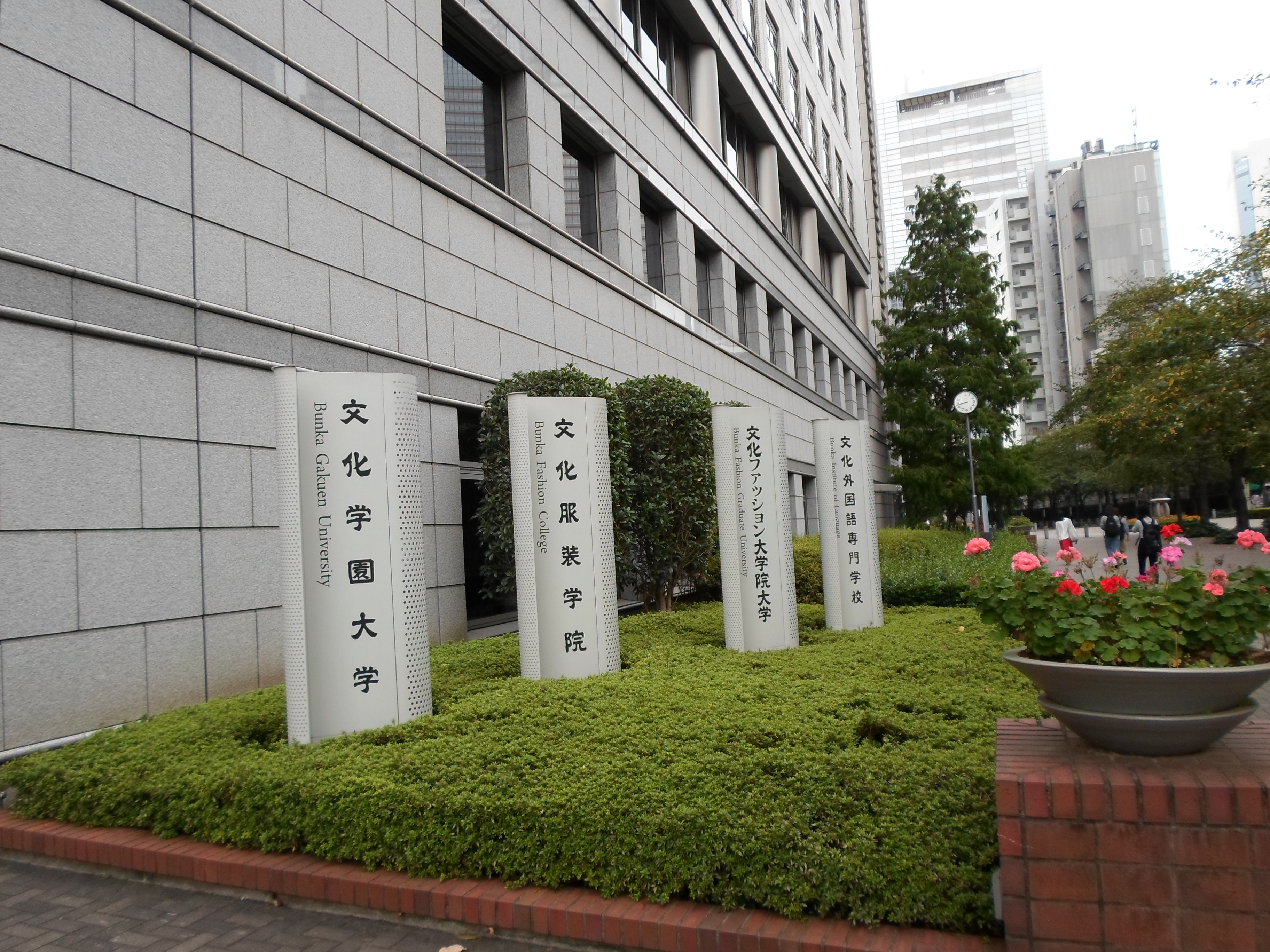
文化学园新都心校区门前。文化学园四所学校的名称标志。
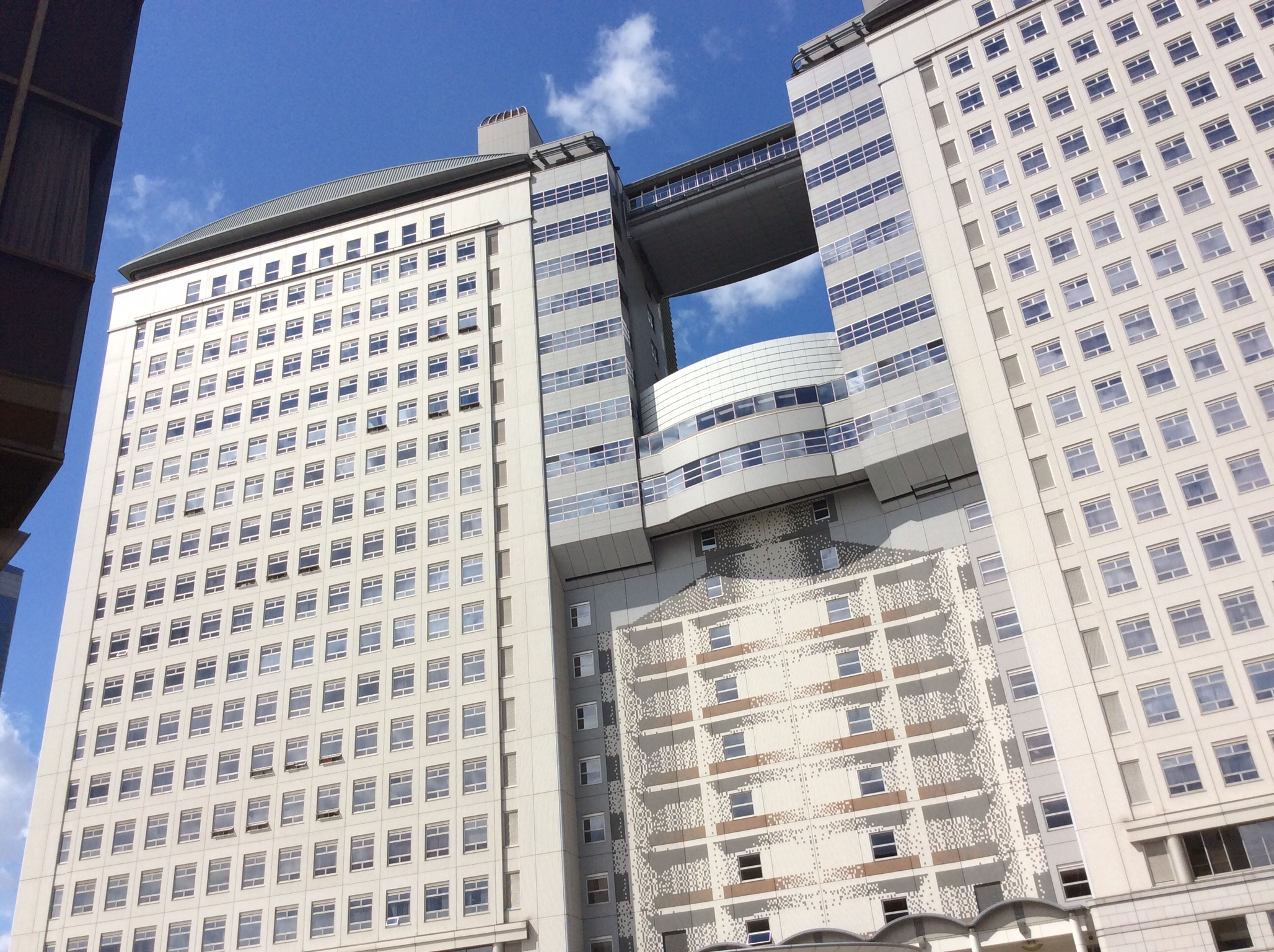
高层教学楼
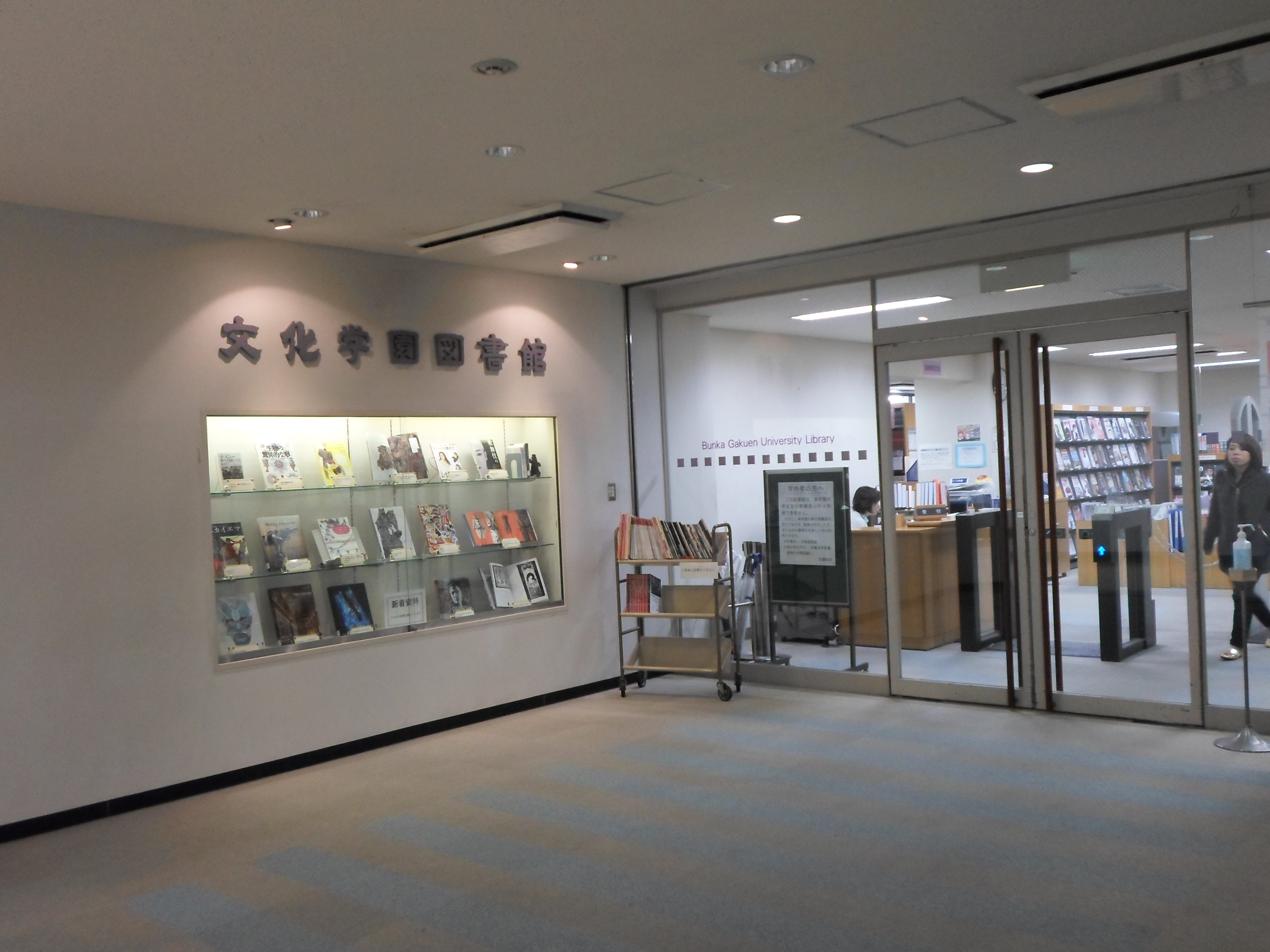
图书馆
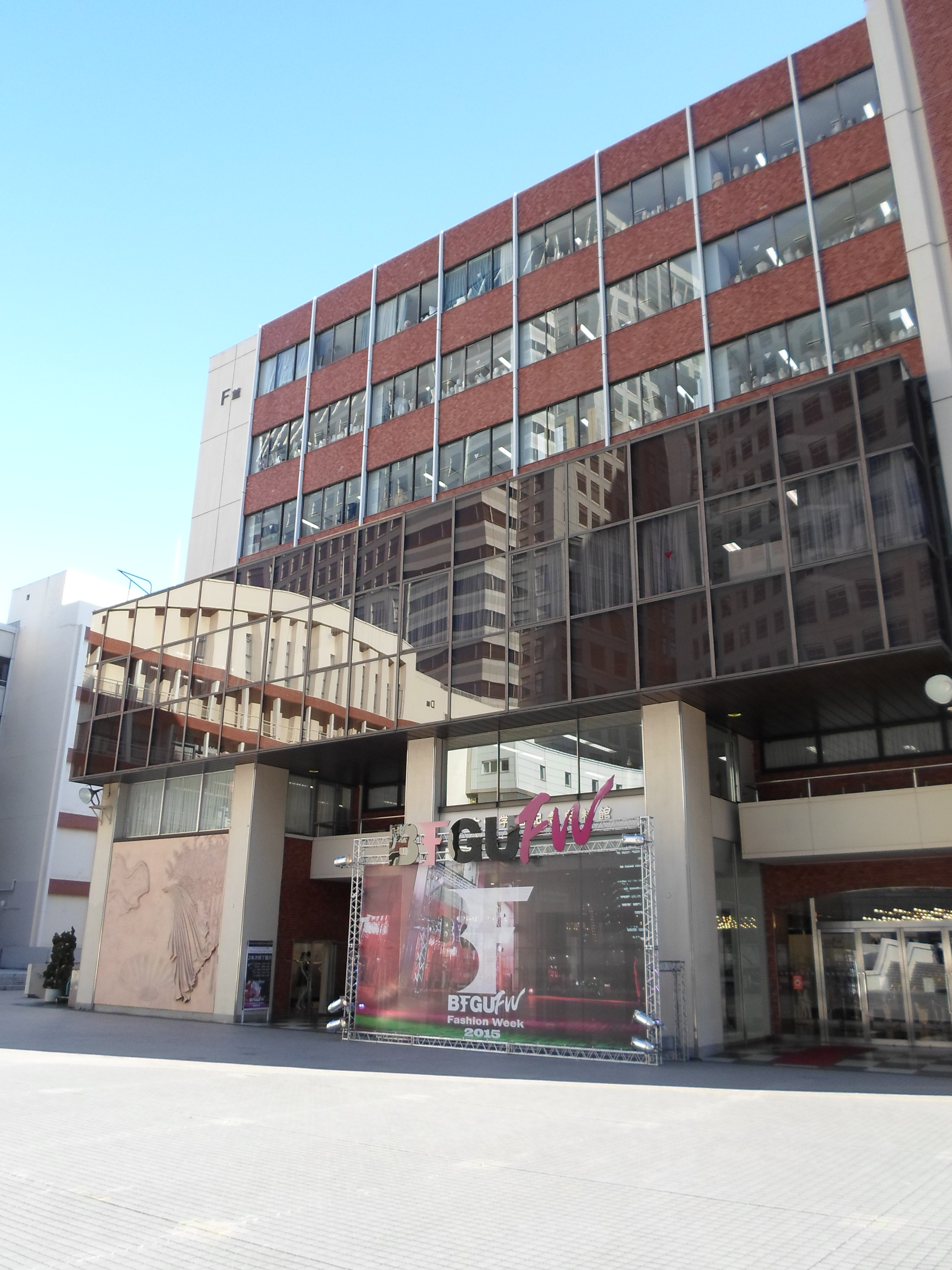
远藤纪念馆
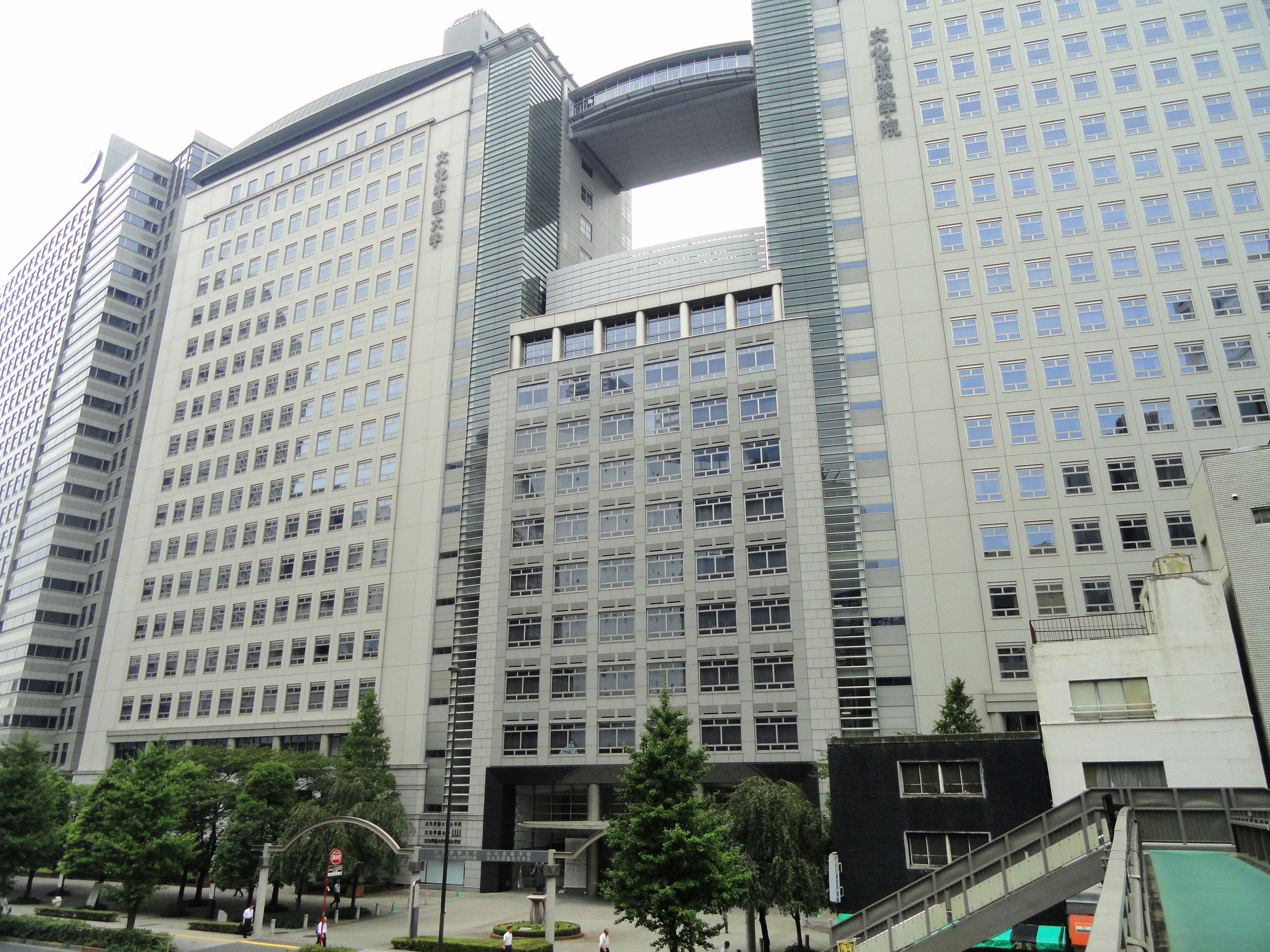
沿街外观
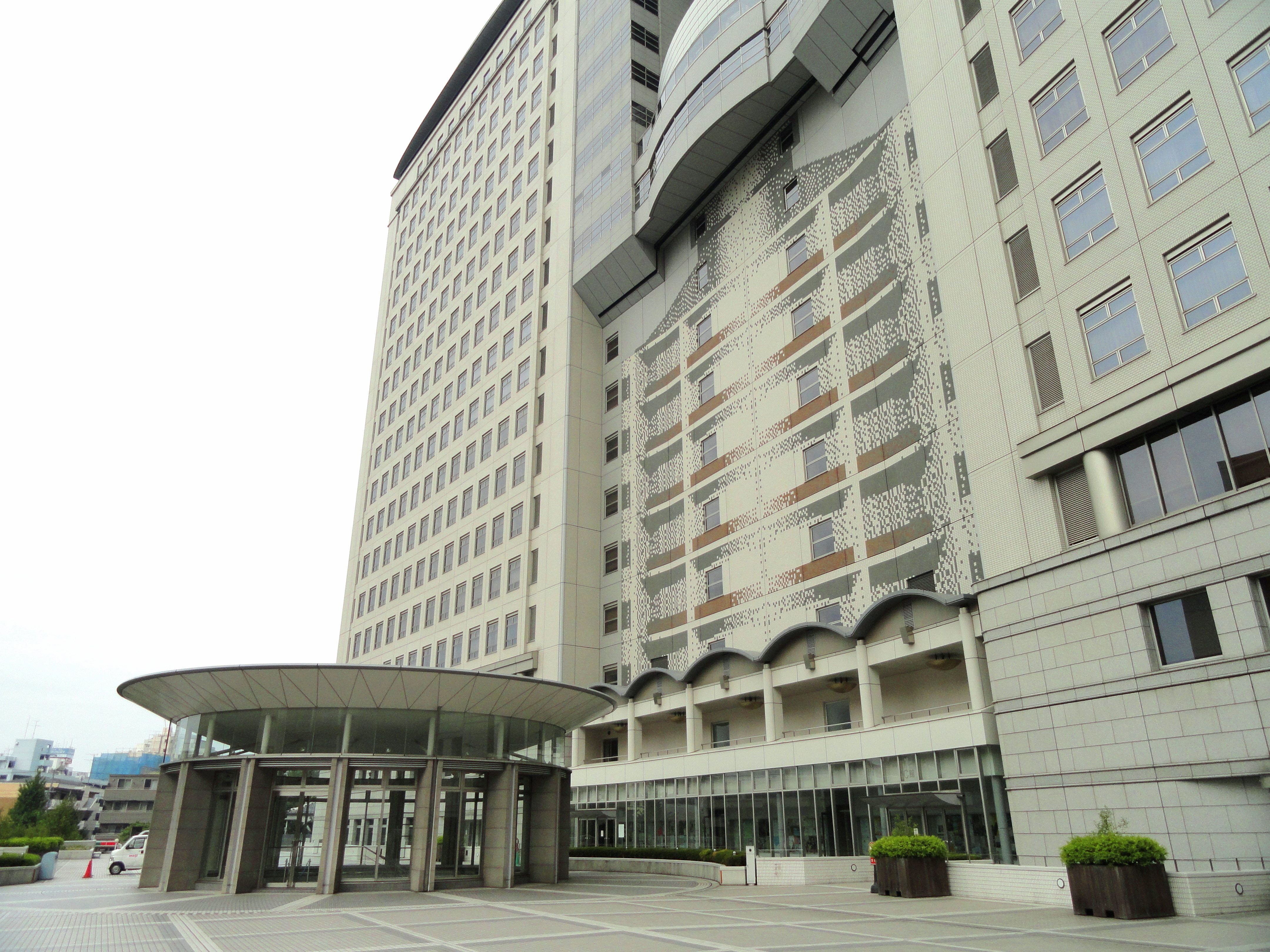
中庭
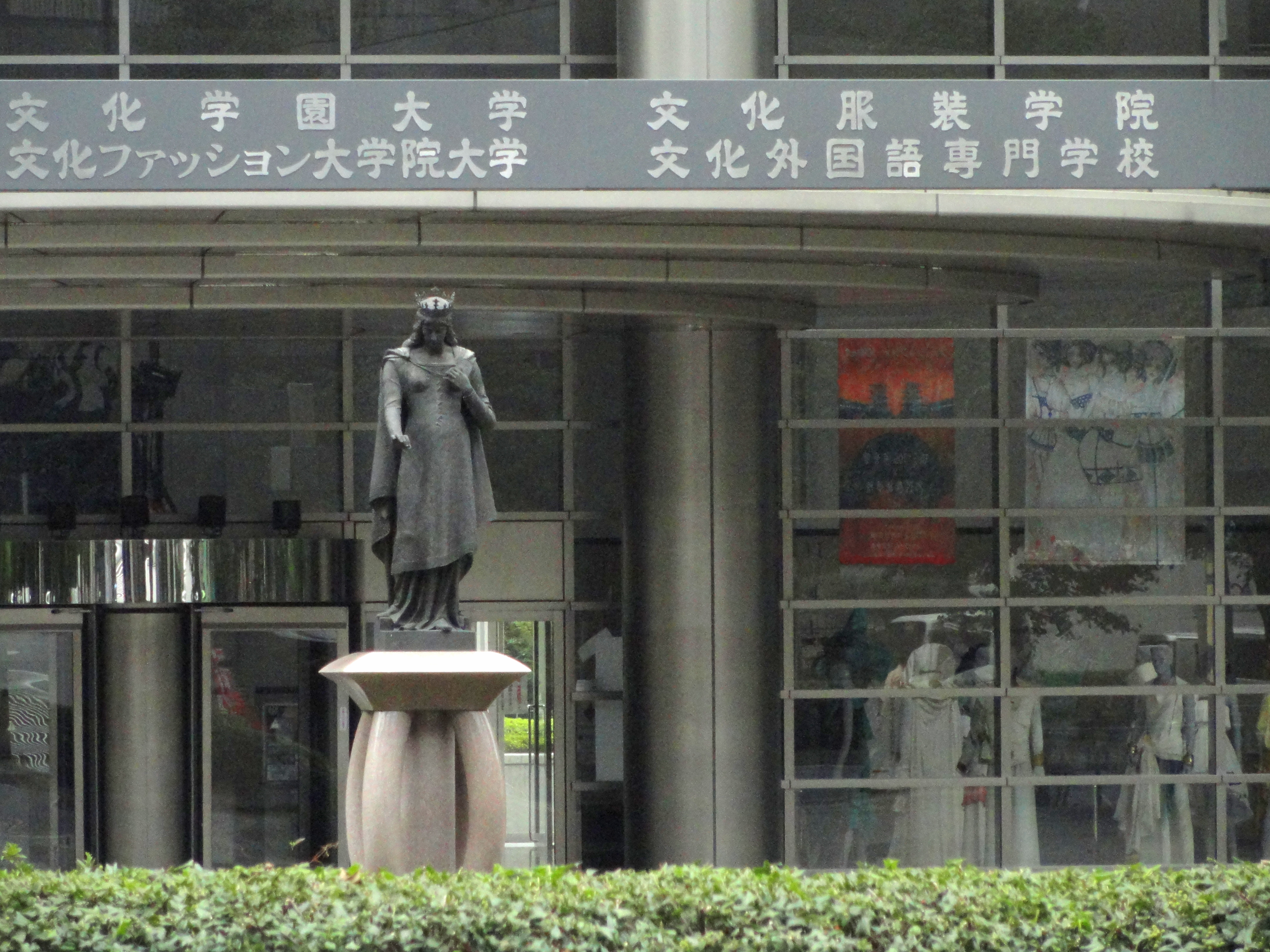
正门

## 相关链接
- 学校法人文化学园 （页面存档备份，存于）
- 官方网站 （页面存档备份，存于）